# Pinnotheroidea
Die Pinnotheroidea sind eine Überfamilie der Krabben (Brachyura). Sie sind überwiegend freilebende Krabben mit einem ausgeprägten Sexualdimorphismus, die größtenteils als Kommensalen bei Muscheln oder Schnecken.

## Merkmale
Der Carapax ist rundlich oder queroval, manchmal viereckig und meist nur gering verknöchert. Die Rückenseite ist glatt oder fein beborstet. Die Regionen sind schlecht abgegrenzt. Der vorn-seitliche Rand ist glatt oder feinbezahnt. Die Stirn ist eng, mäßig durchgebogen und in Draufsicht zweilappig. Die Augenhöhlen sind komplett umschlossen, die Augen oft sehr klein. Die Antennulen sind schräg- oder quergefaltet. Das Proepistomist zu einer dünnen Platte reduziert oder fehlt. Die Antennen sind sehr klein, ihr Basalglied berührt nicht die Stirn, die Füßchen treten in den Augenhöhlenspalt ein. Die Mundhöhle ist kurz und breit, meist halbkreisförmig.
Das dritte Maxilliped (Mxp3) tritt in zwei Varianten auf. Beim Typ 1 (Pinnotheridae) ist der Merus sehr groß, das Ischium klein, fehlend oder mit dem Merus verschmolzen, der Dactylus oft deutlich vergrößert oder stark reduziert und proximal mit dem distalen Ende des Propodus artikulierend. Der zweite Typ (Aphanodactylidae) ist typisch thoracotrem, wobei der Merus kleiner als das Ischium ist, die Palpen nicht vergrößert sind, die Glieder End-zu-End verbunden sind und distal kleiner werden und der Dactylus am Ende liegt. Das Exopod des Mxp3 ist klein und verborgen, das Flagellum reduziert bis fehlend.
Die Scherenbeine sind symmetrisch. Die Schreitbeine sind kurz bis mittellang und relativ kräftig, die Meri im Querschnitt dreieckig, bei den Aphanodactylidae dorsoventral abgeflacht. Die Dactyli sind entweder gut entwickelt (Pinnotheridae) oder stark reduziert (Aphanodactylidae). Die Vulva liegt auf dem sechsten Sternit, zwischen den Nähten S5/6 und S6/7. Die Geschlechtsöffnung der Männchen liegt sternal, nahe der Naht S7/8, abgeleitet von einer coxalen Lage, aber medial der achten Coxa. Das erste Gonopodium (G1) ist entweder lang und schlank und am Ende schmaler werdend oder säulenförmig. Das G2 ist kurz. Das Pleon ist bei Männchen eng, länglich, schmal-dreieckig bis zungenförmig, bei Weibchen sehr breit und manchmal das Mxp3 bedeckend. Die Somiten des Pleons sind entweder isoliert oder teilweise verschmolzen. Das sechste oder das fünfte und sechste Pleon-Somit sind mit dem Telson zum Pleotelson verwachsen. Die Kiemenzahl ist auf drei reduziert.

## Systematik
Nachdem die mit marinen Vielborstern vergesellschaftete Familie Aphanodactylidae in eine eigene Überfamilie gestellt und zwei neue Familien etabliert wurden, werden in der aktuellen Systematik drei Familien zur Überfamilie Pinnotheroidea gestellt:
- Parapinnixidae Števčić, 2005
- Pinnotheridae de Haan, 1833
- Tetriasidae Tsang & Naruse, 2023